# مستدمية نظيرة الحريفية
مستدمية نظيرة الحريفية (الاسم العلمي:Haemophilus paraphrophilus) هي نوع من البكتيريا تتبع جنس المستدمية من فصيلة الباستوريلات.